# クィントゥス・ホルテンシウス
クィントゥス・ホルテンシウス(ラテン語: Quintus Hortensius、? - 紀元前287年)は、古代ローマの独裁官。平民の出身である。ホルテンシウス法を制定したことで知られる。

## 経歴
紀元前287年頃、債権者である貴族の圧迫に耐え切れなくなった平民らがヤニクルムに退去してしまう事件が起こった。解決を任されたホルテンシウスは、プレブス民会の議決が元老院の承認を得ずともローマ国法となるホルテンシウス法を制定し、貴族と平民との闘争に終止符を打った。また、同じころに制定された、ヌンディナエ(市の日)をディエース・ファスチ(法的な行為が許される日)とする法律にも彼が携わったとされている。
彼は独裁官の任期中に死去したとされている。在任中に死去した独裁官は彼とユリウス・カエサルの2人のみである。